# Лайон, Мэри Мэйсон
Мэри Мэйсон Лайон (англ. Mary Mason Lyon; 1797—1849) — пионер женского образования в США. Основатель Wheaton Female Seminary и Mount Holyoke Female Seminary в штате Массачусетс.

## Биография
Родилась 28 февраля 1797 года в городе Buckland, штат Массачусетс, в семье фермера. Отец умер когда девочке было пять лет, и фермой управляла вся семья. Когда Мэри было тринадцать лет, ее мать снова вышла замуж и переехала в другой город; Мэри осталась со своим братом Аароном, который взял на себя ферму. С перерывами она училась в различных школах и в 1814 году начала преподавать в них. Получив педагогический опыт, она стала преподавать в средних школах, Sanderson Academy и Byfield Seminary в восточном Массачусетсе. Также работала в Adams Female Academy и Ipswich Female Seminary. Посещала лекции американского педагога Эймоса Итона, что способствовало её участию движении за создание женских семинарий.
В 1834 году Лаван Уитон (англ. Laban Wheaton), работавший в Палате представителей США от штата Массачусетс со своей приёмной дочерью Элизой итон (англ. Eliza Baylies Chapin Wheaton) предложили Мэри Лайон помощь в создании женской семинарии Wheaton Female Seminary (ныне Wheaton College) в городе Нортон, Массачусетс. Лайон самостоятельно создала учебную программу, которая по качеству не отличалась от мужских школ, и предложила директором Юнис Колдуэлл (англ. Eunice Caldwell). Wheaton Female Seminary была открыта 22 апреля 1835 года; в её составе было 50 учениц и трое преподавателей. После этого Мэри Лайон и Юнис Колдуэлл оставили эту школу и с восемью её студентками открыли 8 ноября 1837 года женскую Mount Holyoke Female Seminary. Ей Лайон отдала последующие годы своей жизни.
В религии Мэри Лайон была воспитана в баптистском духе с уклоном в конгрегационализм под влиянием своего учителя — преподобного Реверенда Эмерсона (англ. Reverend Joseph Emerson). Она сыграла большую роль в возрождении идей Джонатана Эдвардса, американского проповедника-конгрегационалиста.
Умерла от рожи 5 марта 1849 года в городе South Hadley, штат Массачусетс.

## Память
- В 1905 году Мэри Лайон была включена в Зал славы великих американцев, где ей установлен бюст работы Лауры Фрейзер.
- Также была включена в Национальный зал славы женщин США.
- Её именем были названы многие места, где она работала.
- В 1987 году ей была посвящена почтовая марка США, выпущенная в серии Великих американцев (англ. Great Americans series), а также конверт первого дня.